# 金剛堂山
金剛堂山（こんごうどうざん）は、富山県富山市と南砺市にまたがる標高1,650 mの山。山頂部は富山県にあり、山域の南東面は岐阜県飛騨市に位置する。日本二百名山の一つ。白木水無県立自然公園内にある。
前金剛、中金剛、奥金剛の3つのピークがある。一等三角点のある前金剛（1,637.9 m）を金剛堂山と呼ぶが、最高峰は1,650 mの中金剛である。前金剛には一等三角点と祠があり、中金剛には富山藩第10代藩主前田利保の歌碑がある。
山頂一帯は風衝草原になっていて稜線には高い樹木がなく、草原が続く。そのため展望は非常に優れていて西に飛騨山脈が、東に両白山地の山々が望める
山頂の風景や山岳信仰の歴史から富山県西部を代表する山と言われる。

## 概要
金剛堂山の山名は修験道によるが、加賀藩側で使われた山名である。富山藩側では、高尾山、のちに西白木峰と呼ばれた。当山は当時の富山藩の最高峰であった。
山頂の草原には池塘が見られ、高山植物の宝庫である。

## 地形
この山は、隣にある白木峰同様、元々準平原であった山が隆起して出来た隆起準平原（準平原遺物）である。山頂のなだらかな山容からその事を窺うことができる。

前金剛のなだらかな山頂から中金剛を望む

## 歴史
金剛堂山は山岳信仰の霊峰として古くから崇められ、金剛蔵王権現を祀る。
役小角による開山伝説が伝えられるが、これは富山県の山では唯一のものである。
前金剛の山頂の祠には藤原義勝の神鏡が祀られ、古くから五箇五谷（五箇山）や野積四谷（八尾町）の霊場として多くの信仰を集めてきたといういわれが記されている。利賀村の各地の神社・地名・石仏には金剛堂山信仰を反映した物が多い。
1853年（嘉永8年）3月には富山藩主10代目前田利保が従者と共に登り、「飛騨信濃 木曾峰峰 皆見えて 西は残さぬ 白木やまかな」と詠んだ。この歌を刻んだ歌碑は中金剛にあるが、前田氏の登頂の翌年に運ばせたという。

## 登山
利賀村側で、栃谷登山口と東俣谷の竜口登山口があり、八尾町側に西ノ瀬戸谷の登山道がある。
栃谷登山口は駐車場が広く、無料で数十台駐車出来る。
登っていくと、ブナ原生林を見ることができ、標高が上がるほど木が大きくなっていく。
竜口登山口は、標高差が小さく家族連れでも登りやすい他、イワウチワの群落が見られる。
西ノ瀬戸谷登山口は、あまり整備されておらず登る人も比較的少ない。
どの登山道でも登り3時間、下り2時間程度で、前金剛と中金剛間は片道10分、中金剛と奥金剛間も同様に片道10分程度かかる。

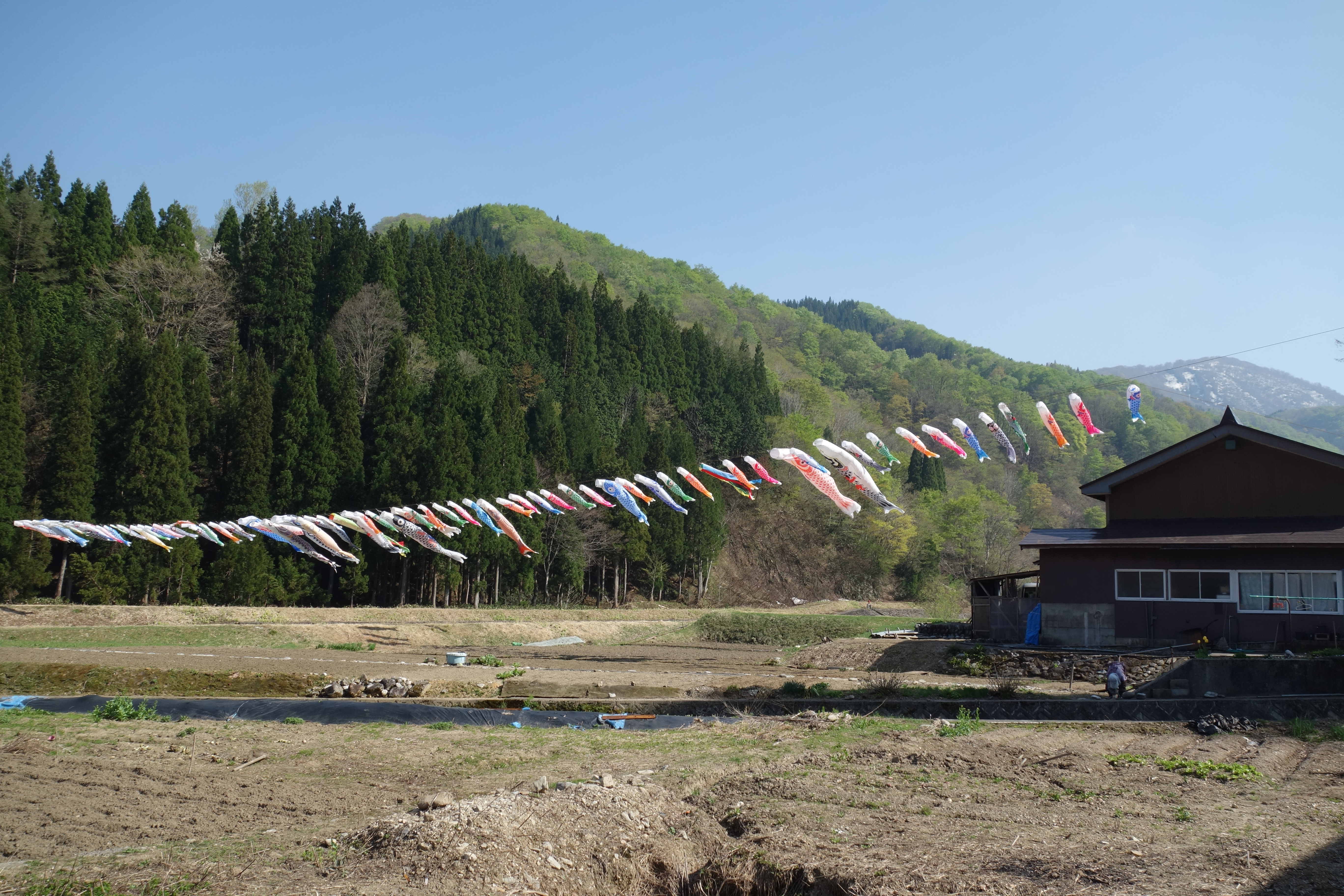
栃谷登山口となる利賀村の集落
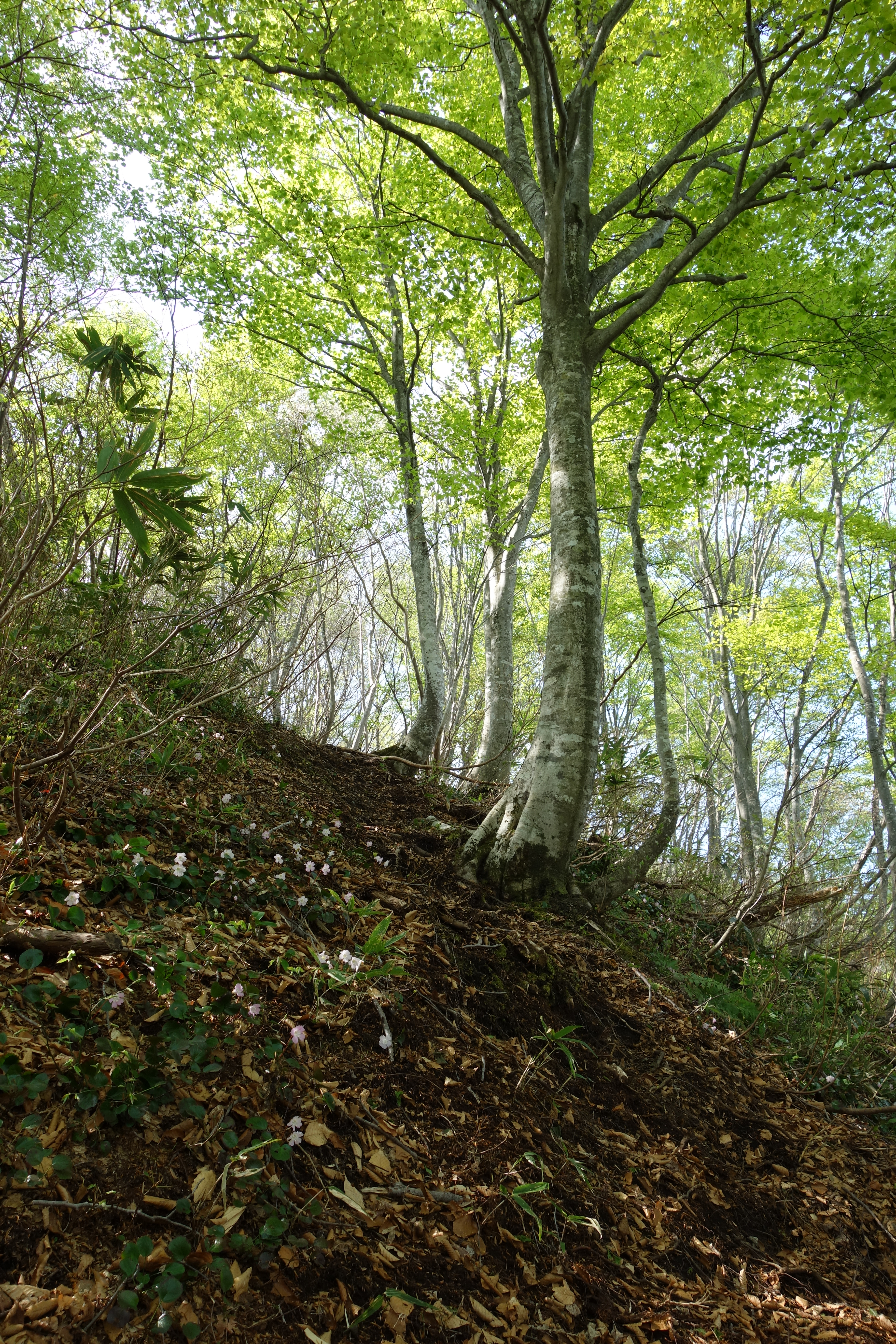
イワウチワの群落が広がる竜口登山道

## 生態系
池塘にはクロサンショウウオやモリアオガエルが生息する。
山頂草原にはニッコウキスゲ、コバイケイソウ、イワイチョウやウラジロヨウラクなど様々な高山植物が見られる。また、山麓部ではブナ原生林が広がり、林床にギンリョウソウなどが自生している。

## 地理
当山は富山市の最南端にあたる。また、旧八尾町の最高峰であった。

### 周辺の山
- 白木峰
- 小白木峰
- 奥座峰
- 水無山
- 日尾御前山-山岳信仰で金剛堂山を本峰とする御前山

### 源流の河川
- 利賀川 - 庄川の支流
- 百瀬川（山田川） - 神通川水系
- 水無谷 -庄川水系利賀川の支流

## 参考画像

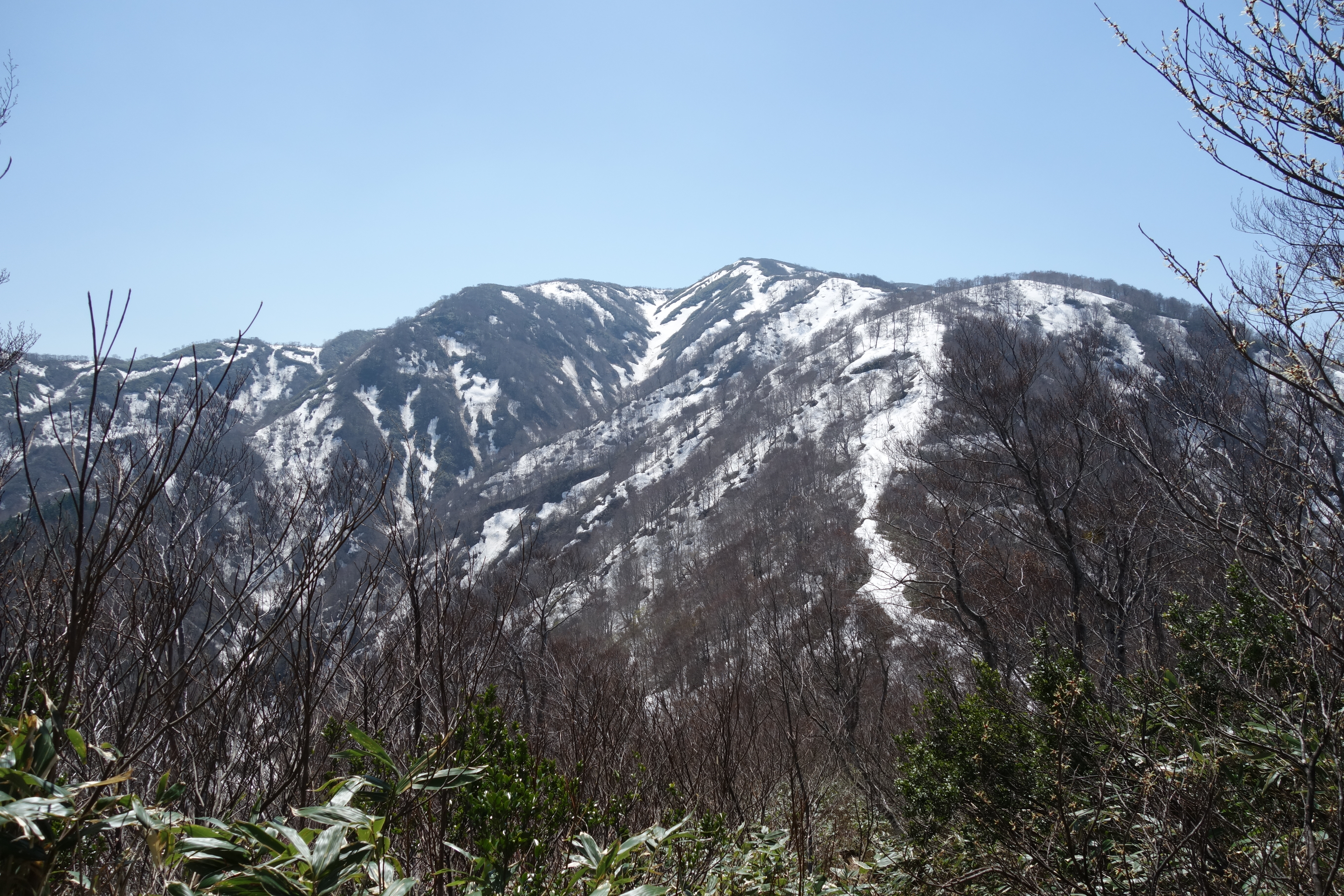
片折岳から金剛堂山を望む
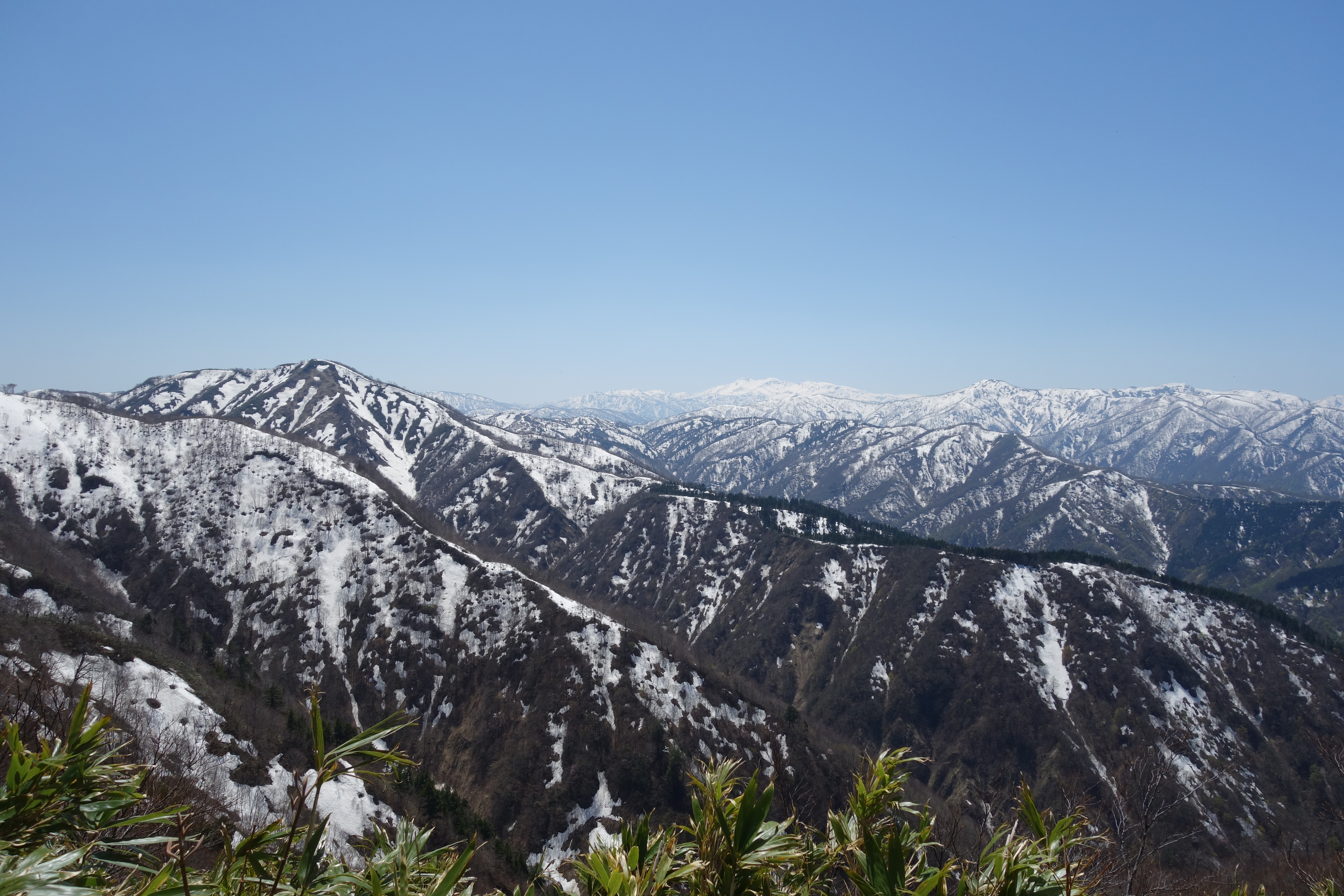
白山を中心とした両白山地を望む
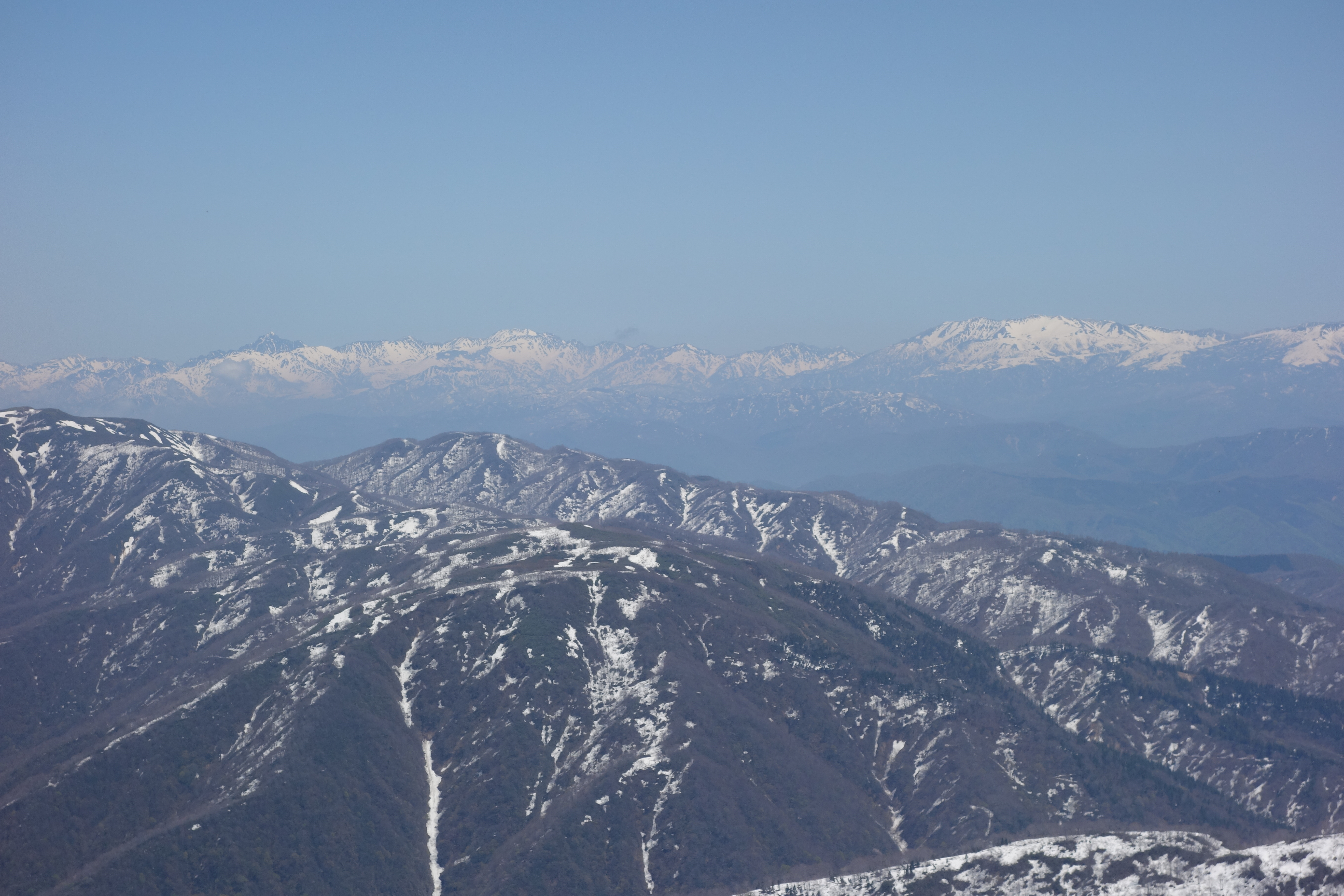
白木峰越しに剱岳、立山、薬師岳を望む